# Teuchern (Adelsgeschlecht)

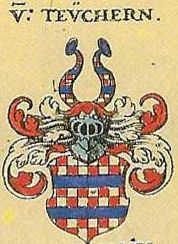
Wappen derer von Teuchern in Siebmachers Wappenbuch (1605)

Teuchern (früher auch Tuchern genannt) ist der Name eines ursprünglich edelfreien, altadligen, sächsisch-osterländischem, später wettinischen Ministerialengeschlechts.

## Geschichte
Die Familie hatte ihren Stammsitz im gleichnamigen Ort und Burg Teuchern zwischen Weißenfels und Hohenmölsen und benannte sich nach diesem. Seine Ursprünge reichen bis in die Zeit der Grafen von Groitzsch zurück. Erstmals urkundlich mit Beterich von Teuchern als Gegner des Grafen Wiprecht von Groitzsch um 1079 und später mit Horwin von Tuchern 1174, Ekkehard 1181 bis 1197 und Hermann 1195 bis 1196 benannt. 1303 war Friedrich Burgmann der Rudelsburg. Urkundlich treten sie vom 11. bis 16. Jahrhundert in Sachsen, Thüringen und Brandenburg in Erscheinung.

## Wappen
Blasonierung: In von Rot und Silber geschachtem Schild zwei blaue Balken. Auf dem Helm mit rot-silbernen Decken zwei wie der Schild gezeichnete und tingierte Büffelhörner.
Wappenverwandt mit den von Münch und den von Würchhausen.